# Connecticut (Schiff, 1906)
Die USS Connecticut (BB-18) war ein Schlachtschiff der United States Navy und Typschiff der Connecticut-Klasse, das nach dem fünften US-Bundesstaat benannt wurde.

## Geschichte
Die Connecticut benannt nach dem fünften US-Bundesstaat wurde am 10. März 1903 auf New York Marine Werft auf Kiel gelegt, am 29. September 1904 vom Stapel gelassen und am 29. September 1906 unter dem Kommando von Kapitän William Swift in Dienst gestellt. Am 15. Dezember 1906 verließ die Connecticut New York in Richtung Virginia Capes, wo sie eine Reihe von Übungen durchführte, gefolgt von einer Probefahrt und Gefechtsübungen vor Kuba und Puerto Rico. Am 13. Januar 1907 lief die Connecticut bei der Einfahrt in den Hafen von Culebra Island auf ein Riff auf und wurde schwer beschädigt. Kapitän Swift wurde am 21. März wegen Fahrlässigkeit und Vernachlässigung seiner Pflichten vor ein Kriegsgericht gestellt und zu einer einjährigen Suspendierung vom Dienst verurteilt. Nach etwa sechs Monaten wurde die Strafe aufgehoben. Nach ihrer Ankunft in Hampton Roads am 16. April wurde die Connecticut zum Flaggschiff von Konteradmiral Robley D. Evans, dem Kommandanten der Atlantikflotte. Die Connecticut war 1907 Teil der Weltausstellung in Hampton Roads. Im Rahmen der Veranstaltung wurden zahlreiche ausländische Würdenträger an Bord des Schiffes empfangen. Darüber hinaus nahm sie am 10. Juni an der Flottenschau teil. Anschließend begab sich das Schiff nach New York um überholt zu werden. Nach dem Abschluss der Arbeiten führte die Connecticut Manöver vor Hampton Roads und Zielübungen vor Cape Cod durch. Am 6. September wurde sie erneut in die New Yorker Marinewerft zurückbeordert, um sie für den Einsatz als Flaggschiff der Great White Fleet umzurüsten. Nach der 14 Monate und 86.542 km währenden Fahrt, während der die Connecticut zahlreiche Länder besuchte, kehrte sie am 22. Februar 1909 wieder in die Heimat zurück.

## Technik

### Schiffsmaße
Die Connecticut war 139,10 m lang und hatte eine Breite von 23,40 m sowie einen Tiefgang von 7,50 m. Sie verdrängte zwischen 16.256 t. und 17.949 t.

### Antrieb
Die Connecticut war mit zwei Verbunddampfmaschinen ausgestattet, die jeweils eine Welle antrieben und insgesamt 16.500 Shp (12.300 kW) entwickelten, mit denen das Schiff eine Höchstgeschwindigkeit von 18 Knoten (33 km/h) erreichte. Der Dampf wurde von zwölf kohlebefeuerten Babcock & Wilcox-Wasserrohrkesseln geliefert. Beim Bau war das Schiff mit schweren Militärmasten ausgestattet, die jedoch 1909 durch Gittermasten ersetzt wurden. Die Besatzung bestand aus 827 Mann plus Offiziere, die jedoch auf 881 und später auf 896 aufgestockt wurde.

### Bewaffnung
Die Hauptbewaffnung des Schiffes bestand aus vier 305-mm-Kanonen in zwei Zwillingsgeschütztürmen vorn und achtern. Die Sekundärbewaffnung bestand aus acht 203-mm-Kanonen und zwölf 178-mm-Geschützen. Die 203-mm-Kanonen waren in vier Zwillingstürmen mittschiffs angeordnet und die 178-mm-Kanonen waren in Kasematten im Rumpf untergebracht. Zur Nahverteidigung gegen Torpedoboote trug das Schiff zwanzig 76-mm-Kanonen, die in Kasematten entlang des Rumpfes montiert waren, sowie zwölf 3-Pfünder und vier 37-mm-1-Pfünder-Kanonen. Wie bei Großkampfschiffen der damaligen Zeit üblich, trug die Connecticut vier 533-mm-Torpedorohre, zwei auf jeder Breitseite, die im Rumpf eingelassen waren.

### Panzerung
Der Hauptpanzergürtel der Connecticut war über den Magazinen und den Antriebsmaschinenräumen 279 mm dick und an den übrigen Stellen 152 mm. Die Geschütztürme der Hauptbewaffnung hatten 305 mm starke Panzerplatten, und die unterstützenden Barbetten 254 mm. Die sekundären Geschütztürme hatten eine 178 mm dicke Frontpanzerung. Der Kommandoturm hatte 229 mm dicke Seiten.